# Церцис
Церцисът (Cercis), по-известен в България като див рожков, е род дърво или храст от семейство Бобови (Fabaceae).
Разпространен е главно в Средиземноморието, Северна Америка, Югоизточна и Източна Азия.
Видът е каулифлорен – цветовете излизат от ствола или от стари клонки, и по-късно се разлиства. В България се среща в диво състояние и се използва за парково озеленяване заради високата му декоративна стойност през целия вегетационен период.